# Finnisches Uhrenmuseum
Das Finnische Uhrenmuseum (finnisch Suomen kellomuseo) in Espoo ist ein Museum, das sich auf die Zeitmessung und die Geschichte der Uhren spezialisiert hat. Zur Sammlung des Museums gehören Tausende von Uhren, zahlreiche Gegenstände, die zur Arbeit der Uhrmacher gehören, sowie Utensilien aus Uhrengeschäften. Das Uhrenmuseum untersucht bzw. bewahrt das Wissen um die Geschichte der Uhrmacherei und zeichnet Informationen über Uhren aus Finnland und der ganzen Welt auf. Aufgabe des Museums ist die Förderung der Kenntnisse über Uhren und Uhrmacherei in Finnland.
Das Museum ging aus der im Jahre 1944 gegründeten Unterrichtssammlung der Finnischen Uhrmacherschule (Suomen Kelloseppäkoulu) hervor. 1981 wurde das Museum von dem Finnischen Uhrmacherverband als Stiftung errichtet und die Sammlung verlagert. Heute befindet es sich im Gebäude WeeGee-talo (Weilin+Göös Oy).